# Europees kampioenschap basketbal vrouwen 1987
Het 21e Europees kampioenschap basketbal vrouwen vond plaats van 4 tot 11 september 1987 in Spanje. 12 nationale teams speelden in Jerez de la Frontera, El Puerto de Santa María en Cádiz om de Europese titel.

## Voorronde
De 12 deelnemende landen zijn onderverdeeld in twee poules van zes landen. De top twee van elke poule plaatsten zich voor de halve finales.

### Groep A
| Datum       | Land        | Score    | Land      |
| ----------- | ----------- | -------- | --------- |
| 4 september | Frankrijk   | 71 – 82  | Hongarije |
| 4 september | Zweden      | 76 – 77  | Roemenië  |
| 4 september | Sovjet-Unie | 95 – 62  | Polen     |
| 5 september | Zweden      | 83 – 78  | Frankrijk |
| 5 september | Sovjet-Unie | 95 – 52  | Roemenië  |
| 5 september | Polen       | 83 – 103 | Hongarije |
| 6 september | Roemenië    | 63 – 72  | Frankrijk |
| 6 september | Polen       | 81 – 84  | Zweden    |
| 6 september | Sovjet-Unie | 110 – 70 | Hongarije |
| 7 september | Roemenië    | 66 – 80  | Polen     |
| 7 september | Hongarije   | 103 – 74 | Zweden    |
| 7 september | Sovjet-Unie | 109 – 47 | Frankrijk |
| 8 september | Sovjet-Unie | 136 – 63 | Zweden    |
| 8 september | Frankrijk   | 68 – 65  | Polen     |
| 8 september | Hongarije   | 90 – 53  | Roemenië  |

| Groep A |             |             |             |             |            |            |            |        |
| #       | Land        | Wedstrijden | Wedstrijden | Wedstrijden | Doelpunten | Doelpunten | Doelpunten | Punten |
| #       | Land        | G           | W           | V           | V          | T          | Saldo      | Punten |
| 1       | Sovjet-Unie | 5           | 5           | 0           | 545        | 294        | +251       | 10     |
| 2       | Hongarije   | 5           | 4           | 1           | 448        | 391        | +57        | 9      |
| 3       | Zweden      | 5           | 2           | 3           | 380        | 475        | -95        | 7      |
| 4       | Frankrijk   | 5           | 2           | 3           | 336        | 402        | -66        | 7      |
| 5       | Polen       | 5           | 1           | 4           | 371        | 416        | -45        | 6      |
| 6       | Roemenië    | 5           | 1           | 4           | 311        | 413        | -102       | 6      |

### Groep B
| Datum       | Land              | Score    | Land              |
| ----------- | ----------------- | -------- | ----------------- |
| 4 september | Italië            | 65 – 73  | Joegoslavië       |
| 4 september | Spanje            | 74 – 45  | Finland           |
| 4 september | Tsjecho-Slowakije | 95 – 76  | Bulgarije         |
| 5 september | Joegoslavië       | 73 – 71  | Bulgarije         |
| 5 september | Spanje            | 47 – 49  | Tsjecho-Slowakije |
| 5 september | Italië            | 87 – 69  | Finland           |
| 6 september | Joegoslavië       | 60 – 58  | Spanje            |
| 6 september | Finland           | 55 – 100 | Tsjecho-Slowakije |
| 6 september | Italië            | 85 – 74  | Bulgarije         |
| 7 september | Italië            | 60 – 88  | Tsjecho-Slowakije |
| 7 september | Bulgarije         | 84 – 74  | Spanje            |
| 7 september | Finland           | 58 – 81  | Joegoslavië       |
| 8 september | Bulgarije         | 98 – 78  | Finland           |
| 8 september | Italië            | 73 – 83  | Spanje            |
| 8 september | Tsjecho-Slowakije | 76 – 77  | Joegoslavië       |

| Groep B |                   |             |             |             |            |            |            |        |
| #       | Land              | Wedstrijden | Wedstrijden | Wedstrijden | Doelpunten | Doelpunten | Doelpunten | Punten |
| #       | Land              | G           | W           | V           | V          | T          | Saldo      | Punten |
| 1       | Joegoslavië       | 5           | 5           | 0           | 364        | 328        | +36        | 10     |
| 2       | Tsjecho-Slowakije | 5           | 4           | 1           | 408        | 315        | +93        | 9      |
| 3       | Italië            | 5           | 2           | 3           | 370        | 387        | -17        | 7      |
| 4       | Spanje            | 5           | 2           | 3           | 336        | 311        | +25        | 7      |
| 5       | Bulgarije         | 5           | 2           | 3           | 403        | 405        | -2         | 7      |
| 6       | Finland           | 5           | 0           | 5           | 305        | 440        | -135       | 5      |

## Plaatsingswedstrijden 9e-12e plaats
| Datum                 | Land      | Score    | Land      |
| --------------------- | --------- | -------- | --------- |
| 10 september          | Polen     | 93 – 64  | Finland   |
| 10 september          | Bulgarije | 106 – 71 | Roemenië  |
| 11 sept. (11e plaats) | Finland   | 64 – 65  | Roemenië  |
| 11 sept. (9e plaats)  | Polen     | 80 – 81  | Bulgarije |

## Plaatsingswedstrijden 5e-8e plaats
| Datum                | Land      | Score    | Land      |
| -------------------- | --------- | -------- | --------- |
| 10 september         | Italië    | 81 – 65  | Frankrijk |
| 10 september         | Zweden    | 76 – 92  | Spanje    |
| 11 sept. (7e plaats) | Frankrijk | 54 – 70  | Zweden    |
| 11 sept. (5e plaats) | Spanje    | 87 – 102 | Italië    |

## Halve finales
| Datum        | Land        | Score   | Land              |
| ------------ | ----------- | ------- | ----------------- |
| 10 september | Joegoslavië | 72 – 71 | Hongarije         |
| 10 september | Sovjet-Unie | 89 – 81 | Tsjecho-Slowakije |

## Bronzen finale
| Datum        | Land      | Score   | Land              |
| ------------ | --------- | ------- | ----------------- |
| 11 september | Hongarije | 75 – 67 | Tsjecho-Slowakije |

## Finale
| Datum        | Land        | Score   | Land        |
| ------------ | ----------- | ------- | ----------- |
| 11 september | Sovjet-Unie | 83 – 73 | Joegoslavië |

## Eindrangschikking
| Goud   | Sovjet-Unie       |
| Zilver | Joegoslavië       |
| Brons  | Hongarije         |
| 4      | Tsjecho-Slowakije |
| 5      | Italië            |
| 6      | Spanje            |

| 7  | Zweden    |
| 8  | Frankrijk |
| 9  | Bulgarije |
| 10 | Polen     |
| 11 | Roemenië  |
| 12 | Finland   |

1938 · 
1950 · 
1952 · 
1954 · 
1956 · 
1958 · 
1960 · 
1962 · 
1964 · 
1966 · 
1968 · 
1970 · 
1972 · 
1974 · 
1976 · 
1978 · 
1980 · 
1981 · 
1983 · 
1985 · 
1987 · 
1989 · 
1991 · 
1993 · 
1995 · 
1997 · 
1999 · 
2001 · 
2003 · 
2005 · 
2007 · 
2009 · 
2011 · 
2013 · 
2015 · 
2017 · 
2019 · 
2021 · 
2023